# Persymmetrische Matrix

Symmetriemuster einer persymmetrischen (5×5)-Matrix

Eine persymmetrische Matrix ist in der Mathematik eine quadratische Matrix, die symmetrisch bezüglich ihrer Gegendiagonale ist.

## Definition
Eine quadratische Matrix {\displaystyle A\in K^{n\times n}} über einem Körper {\displaystyle K} heißt persymmetrisch, wenn für ihre Einträge
{\displaystyle a_{i,j}=a_{n-j+1,n-i+1}}
für {\displaystyle i,j=1,\ldots ,n} gilt. Die Einträge einer persymmetrischen Matrix verändern sich demnach nicht, wenn sie an der Gegendiagonale gespiegelt werden.

## Beispiele
Eine reelle persymmetrische Matrix der Größe {\displaystyle 3\times 3} ist beispielsweise
{\displaystyle A={\begin{pmatrix}1&2&3\\2&3&2\\3&2&1\end{pmatrix}}}
Allgemein haben persymmetrische Matrizen der Größe {\displaystyle 3\times 3} die Form
{\displaystyle A={\begin{pmatrix}a&b&c\\d&e&b\\f&d&a\end{pmatrix}}}
mit {\displaystyle a,b,c,d,e,f\in K}.

## Eigenschaften

### Symmetrien
Mit der Permutationsmatrix {\displaystyle J\in K^{n\times n}} definiert durch
{\displaystyle J=(\delta _{i,n-j+1})_{ij}={\begin{pmatrix}0&&1\\&\cdot ^{\,\cdot ^{\,\cdot }}&\\1&&0\end{pmatrix}}}
lassen sich persymmetrische Matrizen auch kompakt durch die Bedingung
{\displaystyle JA=A^{T}J}
charakterisieren. Eine bisymmetrische Matrix ist eine persymmetrische Matrix, die zudem symmetrisch oder zentralsymmetrisch ist. Eine Toeplitz-Matrix ist eine persymmetrische Matrix, deren Einträge auf der Hauptdiagonale und allen Nebendiagonalen konstant sind. Eine zyklische Matrix ist eine persymmetrische Matrix, deren Einträge auf allen Diagonalen konstant sind und sich zyklisch wiederholen.

### Summe und Produkt
Die Summe {\displaystyle A+B} zweier persymmetrischer Matrizen {\displaystyle A} und {\displaystyle B} ergibt wieder eine persymmetrische Matrix, ebenso sind auch skalare Vielfache {\displaystyle cA} mit {\displaystyle c\in K}. Nachdem die Nullmatrix trivialerweise persymmetrisch ist, bilden die persymmetrischen Matrizen einen Untervektorraum im Matrizenraum {\displaystyle K^{n\times n}}.
Das Produkt {\displaystyle A\cdot B} zweier persymmetrischer Matrizen ergibt aufgrund von
{\displaystyle JAB=A^{T}JB=A^{T}B^{T}J=(BA)^{T}J}
genau dann wieder eine persymmetrische Matrix, wenn die beiden Matrizen {\displaystyle A} und {\displaystyle B} kommutieren.

### Inverse
Für die Inverse {\displaystyle A^{-1}} einer persymmetrischen Matrix gilt, sofern sie existiert
{\displaystyle JA^{-1}=(AJ)^{-1}=(JA^{T})^{-1}=A^{-T}J}.
Die Inverse einer regulären persymmetrischen Matrix ist demnach wieder persymmetrisch.